# Cimetière de Ciriego
Le cimetière de Ciriego est le plus grand cimetière de la ville de Santander, en Espagne. Le site est un haut lieu de mémoire de la guerre d'Espagne. 
Site monumental à proximité de la mer Cantabrique, le lieu est considéré comme l'un des plus beaux cimetières d'Espagne, œuvre de l'architecte Joaquín Ruiz Sierra. 

## Histoire
Le besoin d'un nouveau cimetière pour la ville de Santander date de l'année 1832. 
Le nouveau cimetière municipal de Ciriego est ainsi projeté par l'architecte municipal Casimiro Pérez de la Riva en 1881, et inauguré le 3 septembre 1893, sous la direction de Joaquín Ruiz Sierra.

## Guerre d'Espagne
Pendant la Guerre civile, le cimetière est le lieu d'exécutions massives de prisonniers républicains originaires de diverses prisons et de camps de concentration franquistes, en particulier en provenance du séminaire de Monte Corbán. Entre 1937 et 1948, au moins 836 victimes de la répression franquiste y sont inhumées, en très grande majorité dans des fosses communes. 778 d'entre elles ont été inscrites sur le registre du cimetière par Tomás Soto Pidal, chapelain et administrateur de l'établissement.
En mémoire des victimes enterrées dans les fosses communes, un monument du sculpteur cantabrique Jesús Otero, lui-même victime de la répression franquiste, est érigé en 1980.
Le 14 avril 2001, un mur des noms est aménagé, où figurent les identités des femmes et hommes assassinés sous le franquisme.

## Personnalités célèbres inhumées dans le cimetière
- Les Onze Roses rouges, femmes républicaines assassinées par les nationalistes le 17 novembre 1938[8];
- Rafael Rodríguez Rapún (1912-1937), joueur de football, acteur de théâtre et militaire républicain espagnol, mort au combat pendant la guerre d'Espagne, compagnon du poète Federico García Lorca[9] ;
- Carmen Amaya (1913-1963), chanteuse et danseuse de flamenco[10] ;
- Antonio Quirós (1912-1984), peintre.